# 小四平镇
小四平镇，是中华人民共和国吉林省辽源市东丰县下辖的一个乡镇级行政单位。

## 行政区划
小四平镇下辖以下地区：
福胜村、太阳村、梅河村、向明村、孤山村、四平村、梨树村、古年村、一面山村、双山堡子村、永胜村、福新村、钢铁村、榆树村、五星红村和小阳村。